# 탄종파가르역 (MRT)

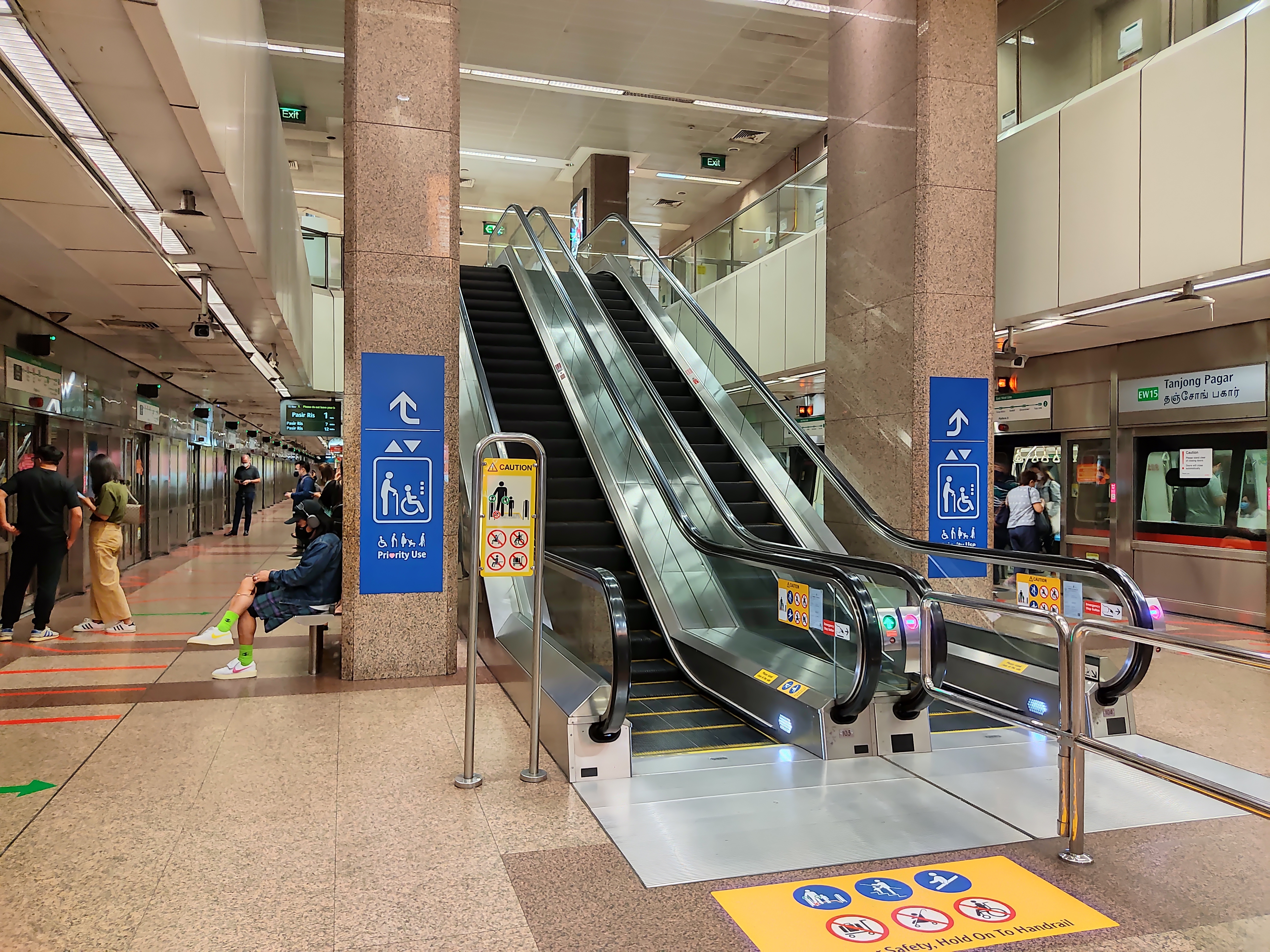

탄종파가르역(Tan Jong Pagar MRT station)은 싱가포르 다운타운 코어의 펙 세아 스트리트와 세실 스트리트 교차점 사이의 맥스웰 로드에 위치한 이스트웨스트선의 지하철 MRT(Mass Rapid Transit) 역이다. 1980년대에 건설되어 1987년 12월에 개통된 이 역은 역 근처에 있는 탄종파가르 로드에서 이름을 따 왔으며 탄종파가르 단지, AXA타워, 국제광장 근처에 위치하고 있다.